# Душан Кукобат
Душан Кукобат (Роре код Гламоча, 17. фебруар 1951) је пензионисани генерал-потпуковник Војске Републике Српске.

## Биографија
Рођен је 17. фебруара 1951. године у селу Роре, општина Гламоч. Основну школу је завршио у родном селу, Гимназију у Гламочу, а Војну академију Копнене војске - смјер пјешадија у Београду и Сарајеву. Послије завршене Војне академије и даље се школовао, те је завршио Командно-штабну школу тактике Копнене војске и Школу националне одбране у Београду. Ожењен је и отац двоје дјеце. Живи у Београду.

## Војна каријера
Службовао је у гарнизонима у Билећи, Београду, Дрвару, Хан-Пијеску, Бијељини и Бањалуци. Обављао је сљедеће дужности:
- командир вода у школи резервних официра пјешадије у Билећи,
- референт у Кабинету начелника Генералштаба Оружаних снага СФРЈ,
- референт у Кабинету команданта Прве војне области,
- начелник штаба моторизоване бригаде,
- начелник штаба лаке пјешадијске бригаде у Другом крајишком корпусу,
- командант лаке пјешадијске бригаде,
- начелник штаба, а истовремено замјеник команданта корпуса,
- помоћник начелника Генералштаба ВРС за сарадњу са иностраним војним представницима и међународним организацијама,
- командант Трећег корпуса ВРС.[1][2]

## Учешће у одбрамбено-отаџбинском рату
Учешће Душана Кукобата у одбрамбено-отаџбинском рату датира од 18. августа 1992. до 14. децембра 1995. године. У ВРС у том периоду је обављао функције начелника штаба лаке пјешадијске бригаде, команданта бригаде, начелника штаба и замјеника команданта корпуса. Дана 7. септембра 1994. године теже је рањен у борбама на Алибеговића коси у рејону Грабеж код Бихаћа.

## Послијератни период
Пензионисан је 2002. године. Послије пензионисања био је ангажован у Министарству Одбране Владе Републике Српске на пословима међународне сарадње и као савјетник министра одбране.

## Војни чинови
- потпоручник пјешадије 1974,
- поручник 1975,
- капетан 1978,
- капетан прве класе 1982,
- мајор 1986,
- потпуковник 1990,
- пуковник 1993,
- генерал-мајор 1997,
- генерал потпуковник.[5]

## Одликовања
- Медаља за војне заслуге,
- Орден за војне заслуге са сребреним мачевима,
- Орден Народне армије са сребреном звездом,
- Орден Карађорђеве звијезде другог реда.[1][2]